# Joueurs
Pour l’article homonyme, voir Joueurs (roman).
Pour plus de détails, voir Fiche technique et Distribution.
Joueurs est un film français réalisé par Marie Monge et sorti en 2018.

## Synopsis
Ella travaille dans le restaurant de son père. Un jour, Abel se présente pour être embauché comme serveur, mais, au moment de la fermeture, après une journée de travail, il s'empare de la caisse. Ella part à sa poursuite dans la nuit parisienne et elle se retrouve avec lui dans une salle de jeu...

## Fiche technique
- Titre : Joueurs
- Autre titre : Treat Me Like Fire
- Réalisation : Marie Monge
- Scénario : Julien Guetta et Marie Monge, avec la collaboration de Romain Compingt
- Photographie : Paul Guilhaume
- Son : Antoine-Basile Mercier
- Décors : Marion Burger
- Costumes : Virginie Montel
- Musique : Nicolas Becker
- Montage : François Quiqueré
- Sociétés de production : The Film - Bac Films - Playtime
- Pays d'origine :  France
- Durée : 105 minutes
- Dates de sortie :
  - 11 mai 2018 : présentation au Festival de Cannes (sélection de la Quinzaine des réalisateurs)
  - 4 juillet 2018

## Distribution
- Tahar Rahim : Abel
- Stacy Martin : Ella
- Bruno Wolkowitch : Ivo
- Karim Leklou : Nacim
- Marie Denarnaud : Sandra
- Jean-Michel Correia : Diako
- Henri-Noël Tabary : Romain
- Jonathan Couzinié : Franck
- Roman Kossowski : Simon
- Alassana Traore : Baba, le plongeur
- Djemel Barek

## Sortie

### Accueil critique
En France, le site Allociné recense une moyenne des critiques presse de 3,4/5, et des critiques spectateurs à 3,7/5.

## Récompenses et distinctions

### Récompenses
- Festival du film de Cabourg 2018 : Prix de la Jeunesse[2].

### Sélections
- Festival de Cannes 2018 : sélection à la Quinzaine des réalisateurs.

## ?otes et références
1. ↑  « Joueurs », sur Allociné (consulté le 4 juillet 2018).
2. ↑  « Le Palmarès des swann d'Or 2018 », sur festival-cabourg.com, 16 juin 2018 (consulté le 17 juin 2018)